# Brinsley Le Poer Trench, 8. Earl of Clancarty
William Francis Brinsley Le Poer Trench, 8. Earl of Clancarty (* 18. September 1911 London; † 18. Mai 1995 Bexhill, East Sussex), war ein führender britischer Ufologe, Anhänger der Prä-Astronautik, Herausgeber und Autor.

## Leben und Tätigkeit
Clancarty besuchte von 1926 bis 1929 das Nautical College Pangbourne. Von 1930 bis 1930 war er im Bankwesen tätig. Von 1939 bis 1946 war er im Kontext des Zweiten Weltkriegs Offizier der Royal Artillery und diente im Mittleren Osten, zuletzt im Rang eines Captains. Von 1947 bis 1972 arbeitete er in der Werbebranche und war für Zeitschriften wie die RAF Flying Review tätig.
Spätestens im Dezember 1954 begann sich Le Poer Trench für UFOs zu interessieren. Er glaubte, dass UFOs außerirdische Raumschiffe vom (der Astronomie nicht bekannten) Planeten Marduk sind und deren Insassen in der Vergangenheit Experimente mit Vorfahren des Homo sapiens unternommen hätten. Von 1956 bis 1959 war er Herausgeber des UFO-Magazins Flying Saucers Review. 1967 gründete er die weltweit tätige UFO-Organisation Contact International. Zeitweise war er Vizepräsident der British UFO Research Association (BUFORA) und Ehrenmitglied der Ancient Astronaut Society, die 1973 von Gene Phillips in den USA gegründet worden war. 
Nach dem Tod seines Bruders erlangte Brinsley 1975 den Adelstitel des Earl of Clancarty und wurde Mitglied im House of Lords. Am 18. Januar 1979  nahm er an einer Debatte über UFOs im House of Lords teil, woraufhin dort die House of Lords All-Party UFO Study Group gegründet wurde.
Brinsley publizierte zahlreiche Werke zur Ufologie. Er starb 1995 im Alter von 83 Jahren in Bexhill, Sussex.

## Werke
- The Flying Saucer´s Review Round-up of UFO Sightings (New York, Citadel Press 1958)
- The Sky People (London, Spearman 1960)
- Men Among Mankind (London, Neville Spearman 1962, auch als “Temple of the Stars”, New York, Ballantine Books 1973)
- Forgotten Heritage (London, Neville Spearman 1964)
- The Flying Saucer Story (London, Neville Spearman 1966)
- Operation Earth (London, Neville Spearman 1969)
- The Eternal Subject (London, Souvenir Press 1972, auch als The UFO Story, New York, Stein & Day 1973)
- Secret of the Ages (London, Souvenir Press 1974)
- Mit John Mitchell: The House of Lords UFO Debate, London (Open Head Press) 1979. ISBN 0950677205